# Chinatown (New York)

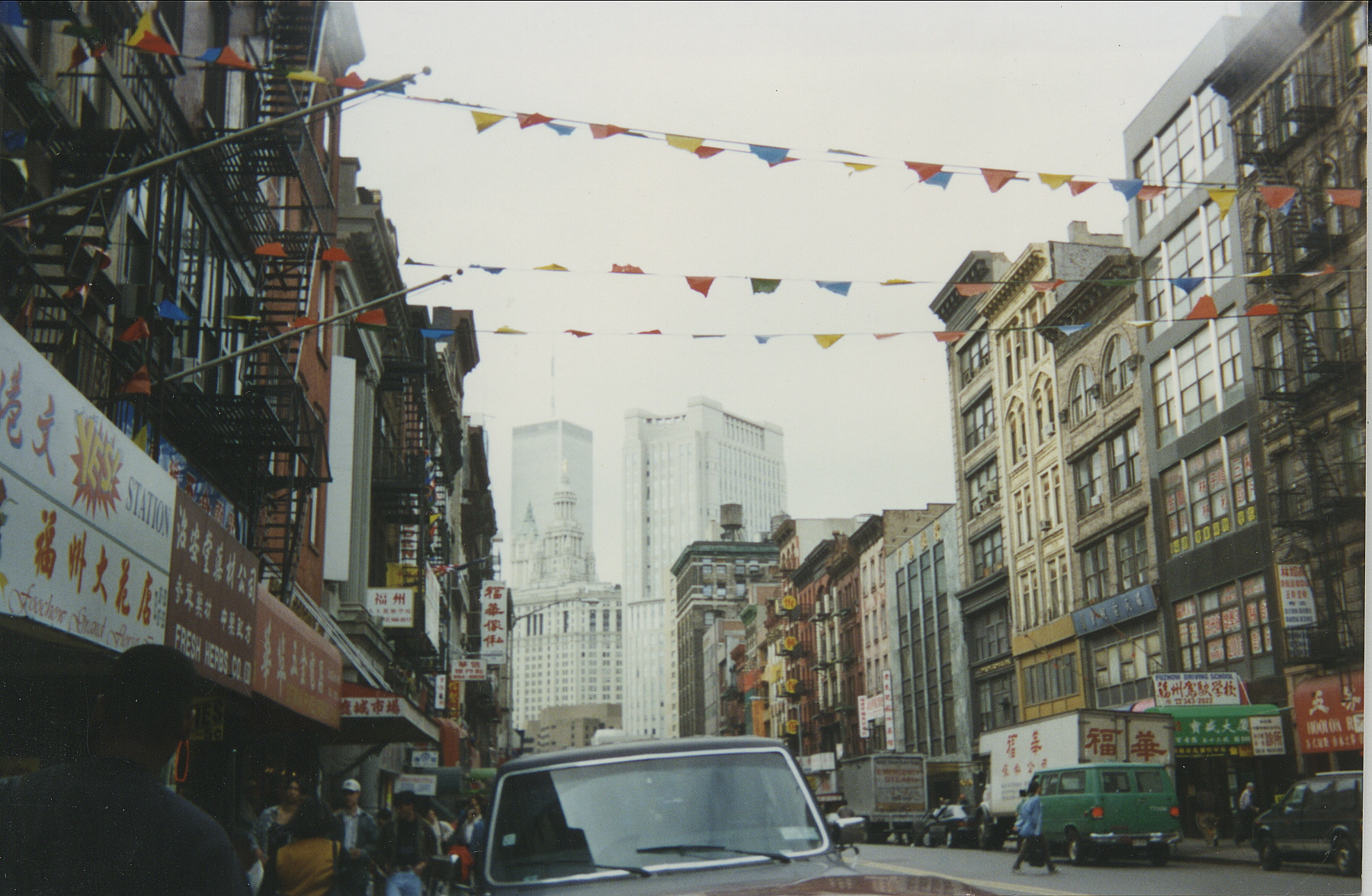
East Broadway, Chinatown, met één toren van het World Trade Center in de achtergrond (foto uit 1995)

Chinatown in New York is een wijk op het eiland Manhattan in New York. Het is een etnische enclave waarvan de meesten van Chinese afkomst. Aan het einde van de 19e eeuw bestond de wijk uit nog maar een paar honderd Chinezen, daarna groeide dat aantal sterk. In de 1980’s is haar populatie deze van de bekende Chinese wijk van San Francisco voorbijgestreefd en werd ze de grootste Chinatown van het Westelijk Halfrond. Vandaag de dag is het een van de populairste toeristenattracties in New York.

## Geschiedenis
Nadat Chinese emigranten aan de westkust van de V.S. werden geconfronteerd met toenemende discriminatie en wetten die de participatie in vele beroepen belemmerden, trokken enkele van hen naar de steden langs de Oostkust op zoek naar werk. Vroege handelsactiviteiten bestond in handwasserijen en eetgelegenheden. Chinatown vond zijn oorsprong op Mott Street, Park, Pell en Doyer street, ten oosten van het beruchte Five Points district. Rond 1870 bestond de Chinese bevolking uit 200 personen. In 1882, toen de Chinese Exclusion Act van kracht werd was de bevolking aangegroeid tot 2000 inwoners. Tegen 1900 waren er 7000 Chinezen, maar minder dan 200 Chinese vrouwen.
De vroege dagen van Chinatown werden gedomineerd door Tong, die een mix was van een clandestiene clan, een vereniging van zeelieden, politieke alliantie (Kwomintang tegen de Communistische Partij van China), en (meer geheime) misdaadsyndicaten. De associatie startte met het geven van bescherming tegen pesterijen door anti-Chinees racisme. Elk van deze associaties was gelieerd met een straatbende. De associaties boden hulp aan nieuwe immigranten – ze gaven leningen, hielpen bij het opstarten van een zaak, etc.
De associaties vormden een bestuursorgaan, de Chinese Consolidated Benevolent Association (中華公所）. Hoewel deze organisatie bedoeld was om de relaties tussen de Tongs te behartigen ontvlamden er regelmatig open oorlogen tussen de On Leong (安良) en Hip Sing (協勝) tongs. Veel van deze oorlogen vonden plaats op Doyers street. Bendes als de Ghost Shadows (鬼影) en Flying Dragons (飛龍) heersten tot de jaren tachtig van de 20e eeuw.
Het enige park in Chinatown, Columbus Park, werd aangelegd waar zich eens het centrum bevond van de beruchte Five Points buurt van New York. Gedurende de 19e eeuw was dit de meest gevaarlijke krottenwijk van New Yorkse immigranten (waarvan Martin Scorseses film Gangs of New York een goed beeld geeft).
Veel van de activiteiten in Chinatown zijn niet officieel, er wordt gewerkt onder het minimumloon en transacties zijn cash en zwart. De zwartgeld-economie stelt grote aantallen nieuwe immigranten te werk die de taalkennis ontberen om beter werk te vinden. Dit systeem lokte de kledingindustrie naar Chinatown met grootschalige werkplaatsen waar tegen zeer slechte arbeidsvoorwaarden werd gewerkt. Daarnaast zijn vooral ook toerisme en restaurants belangrijke inkomstenbronnen.
Chinese kruidenierszaken en vishandelaren zijn geclusterd rond Mulberry Street, Canal Street (bij Baxter Street) en helemaal langs East Broadway (vooral bij Catherine Street). Het Chinese juweliersdistrict ligt op Canal Street tussen Mott en Bowery. Door de hoge spaarquota bij de Chinezen zijn er vele Aziatische en Amerikaanse banken in de buurt. Canal street, ten westen van Broadway (vooral langs de noordelijke kant), is gevuld met straatventers die imitaties van parfums, horloges en handtassen verkopen. Dit deel van Canal Street was voordien het huis van handelszaken dat overschotten van elektronica en hardware verkochten.
Tot de jaren 1970 waren de traditionele grenzen van Chinatown:
- Canal Street in het noorden (grenzend aan Little Italy)
- The Bowery in het oosten (grenzend aan Lower East Side)
- Worth Street in het zuiden
- Baxter Street in het westen

Binnen dit gebied zien de meeste toeristen enkel het oude centrum van Chinatown, de kruispunten van Canal Street met Mott en Mulberry street; het kruispunt van Pell met Doyers Streets.
Toen de Verenigde Staten de immigratiewetten hadden hervormd in 1965, mochten veel meer Aziatische immigranten het land binnen waardoor de populatie van Chinatown explodeerde. Geografisch expandeerde Chinatown vooral naar het noorden, ten koste van Little Italy. Deze etnische wijk werd tijdens de jaren 1970 opgeslokt. Mulberry Street, ten noorden van Canal Street is het enige echte overblijfsel van deze Italiaanse enclave. De sectie bekend als NoLIta (van North Little Italy) begint zich ook te vullen met Chinese bewoners, zo Little Italy volledig omsluitend.
Een gigantische federaal gesubsidieerd woonproject, genaamd “Confucius Plaza” werd in 1976 voltooid op de hoek van Bowery en Division street. Dit 44 verdiepingen tellend gebouw gaf veelgevraagde woonruimte aan duizenden residenten. Het gebouw bevat ook een nieuwe openbare school. Daar nieuwe behuizing nauwelijks bestaat in Chinatown kwamen vele appartementen in het bezit van rijke individuen via onderhandse overeenkomsten, ondanks dat het project gebouwd werd om in betaalbare behuizing te voorzien.

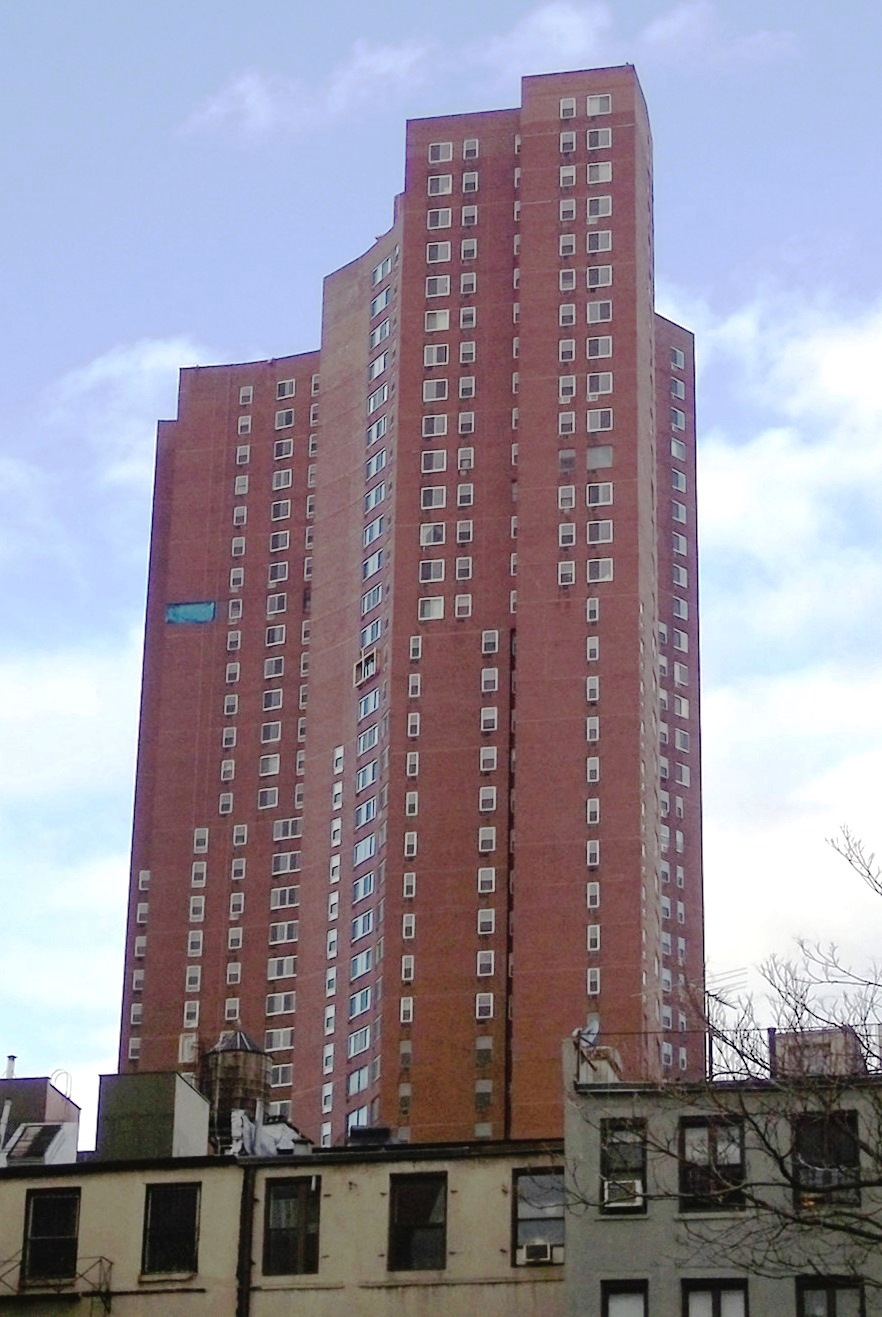
Het Confucius Plaza

In de jaren ’90 van de 20e eeuw begonnen Chinezen zich te vestigen in sommige delen van het westen van Lower East Side, dat 50 jaar eerder bewoond werd door Oost Europese Joden en 20 jaar eerder het domein was van Hispanics. Er zijn vandaag nog enkele restanten van het Joodse erfgoed over in het Lower East Side, zoals de bekende Katz's Deli, een traditionele Joodse deli, en een aantal synagogen en andere oude religieuze ondernemingen.
De huidige grenzen van Chinatown zijn bij benadering:
- Delancey Street in het noorden (grenzend aan East Village en SoHo secties van New York)
- East Broadway in het oosten (eindigend aan de Williamsburg Bridge)
- Broadway in het westen (zich opdringend in het TriBeCa deel van New York)
- Chambers Street in het zuiden (oprukkend naar het City Hall gebied)

Het omvat een gebied met een diameter van circa 1 mijl noord zuid en 2 mijl oost west op het eiland Manhattan.
Het Chinatown op Manhattan is zowel een residentieel als commercieel gebied. Naast meer dan 200 Chinese restaurants in het gebied, zijn er nog steeds enkele fabrieken die voor tewerkstelling zorgen. De nabijheid van de mode-industrie verleent Chinatown nog wat kledingnijverheid, hoewel het merendeel van deze industrie naar China verhuisd is. De lokale kledingsindustrie concentreert zich nu op snelle productie in kleine volumes en stukwerk (betaald per kledingstuk) dat over het algemeen gedaan wordt bij de werkers thuis.
De huizen in Chinatown bestaan nog steeds voornamelijk uit nauwe appartementsgebouwen, waarvan sommige meer dan 100 jaar oud zijn. Het is nog steeds een gewone zaak in deze gebouwen om een badkamer te hebben in de corridors die gedeeld wordt door meerdere appartementsbewoners.
Voor het grootste deel van de geschiedenis van Chinatown waren er maar een paar unieke architectonische zaken die de bezoekers aankondigden dat ze in Chinatown aankwamen (de taal en uithangborden niet ten na gesproken). In 1962 werd op Chatham Square de Kam Lau memorial archway opgericht ter herdenking van de Chinese Amerikanen die stierven tijdens de Tweede Wereldoorlog. Deze herdenkingsteken draagt de kalligrafie van de grote Yu Youren 于右任 (1879—1964) wordt meestal genegeerd door haar omwonenden door haar povere locatie langs een drukke autoweg met weinig voetgangersverkeer. Een standbeeld van Lin Zexu, die de opiumhandel bestreed staat aan het plein; het kijkt uit uptown langs East Broadway, in de Fuzhou buurt dat lokaal bekendstaat als de Fuzhou Street (Fúzhóu jiē 福州街). In de jaren 1970’ startte de New York Telephone, toen een lokale telefoonmaatschappij, met het overkappen van de straattelefoons met pagode-achtige decoraties. In 1976 werd het standbeeld van Confucius opgericht voor het Confucius Plaza. Dit werd een bekende ontmoetingsplaats. Tijdens de jaren ’80 starten banken die een nieuw kantoor openden en andere kantoren die renoveerden met het aanbrengen van traditionele Chinese stijlelementen aan hun façades.
Chinatown werd zwaar getroffen door de terroristische aanslagen op 11 september 2001
Daar haar fysieke nabijheid aan Ground Zero keerde toerisme en handel slechts langzaam terug naar het gebied. Een van de redenen is de afzetting van Park Row – een van de twee hoofdwegen die het Financiële Centrum met Chinatown verbond.
Volgens de census telden de wijken Chinatown en Two Bridges 42.556 inwoners in 2020. Het is moeilijk om exacte gegevens te bekomen door de taalbarrière en grootscheepse illegale immigratie. Het merendeel van de bevolkingsgroei komt door immigratie. Er bestaat een tendens waarbij eerdere generaties van migranten die zich het Engels hebben aangemeten en ze een degelijke opleiding hebben genoten Chinatown verruilen voor de buitenwijken en de satellietsteden van New York. Het betere werk en de betere behuizing die er voorhanden zijn volgend.

## Demografie
Tot ongeveer 1960 kwam de meerderheid van de populatie uit Taishan en sprak een Kantonees dialect (Taishanhua), uit een klein deel van de Guangdong provincie en Hongkong, met ook een kleine minderheid van de Hakka en mensen die Dapenghua spreken. Het Standaardmandarijn werd tot in de jaren 1980’ zeer zelden gesproken. Het waren vooral Taiwanezen die het Standaardmandarijn spraken.
Recentelijk spreken de meeste nieuwe immigranten Pǔtōnghuà of het Standaardmandarijn. Uit het vasteland van China komen in groten getale Chinezen uit Fuzhou en Wenzhou die het Fuzhouhua en Wenzhouhua spreken.

## Voorzieningen
In de Chinese buurt van Manhattan zijn vele Chinese winkels, supermarkten, restaurants en religieuze gebouwen te vinden. Er zijn hier negen overheidsscholen, twee openbare bibliotheken, vijf brandweerkazernes, twee postkantoren en twee politiebureaus te vinden.
Chinese banken:
- Chinatown Federal Savings
- Chinatrust Bank
- Bank of China
- The Chinese American Bank
- HSBC
- Bank of East Asia

Chinese tempels en boeddhistische tempels:
- Trans World Buddhist Association
- Eastern States Buddhist Temple
- Mahayana Buddhist Temple
- Grace Gratitude Buddhist Temple
- Jin Mu Temple
- Chinese Buddhist Association
- Cheng Chio Buddhist Temple
- Fuklai Temple
- Sun Tak Buddhist Association
- Ling Yan Shan Buddhist Temple
- Zhen Ling Tan Taoist
- Fei Liem Tao
- Chung Te Buddhist Association

Chinese kerken:
- Overseas Chinese Mission
- First Chinese Baptist Church
- Chinese Evangelical Church
- Chinese Alliance Church
- Church of Grace tot Fujianese

Synagoge:
- Eldridge Synagogue
- Adath Israel of New York

## Chinese straatnamen
De Chinese buurt heeft tweetalige straatnaamborden:

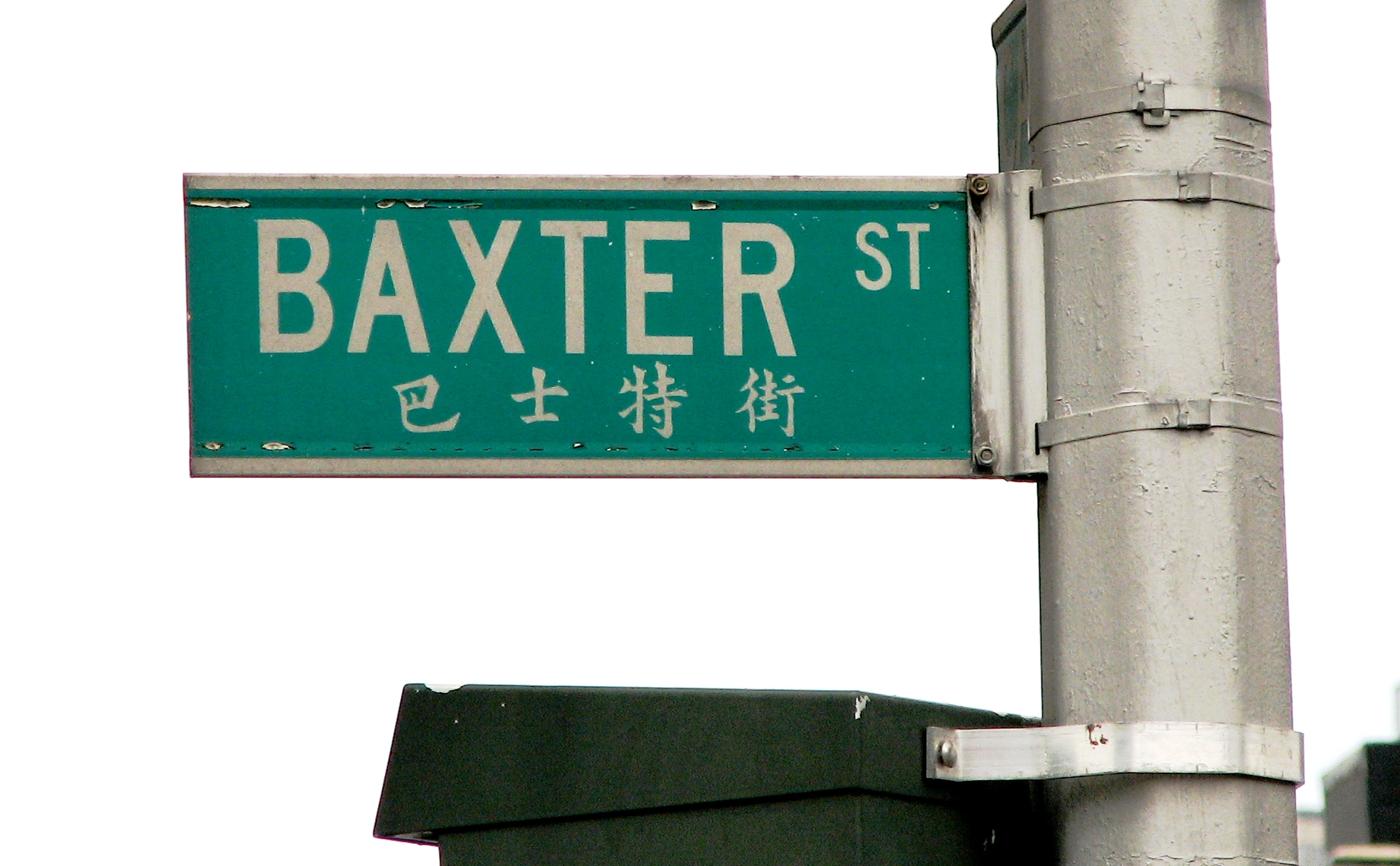
Baxter Street – 巴士特街

| - Allen Street – 亞倫街 - Baxter Street – 巴士特街 - Bayard Street – 擺也街 - Bowery – 包厘 - Broadway – 百老匯 - Broome Street – 布隆街 - Canal Street – 堅尼街 - Catherine Street – 加薩林街 - Centre Street – 中央街 - Chambers Street – 錢伯斯街 - Chatham Square – 且林士果 - Chrystie Street – 企李士提街 - Delancey Street – 地蘭西街 - Division Street – 地威臣街 - Doyers Street – 宰也街 - East Broadway (Little Fuzhou) – 東百老匯 (小福州) | - Eldridge Street – 愛烈治街 - Elizabeth Street – 伊利莎白街 - Forsyth Street – 科西街 - Grand Street – 格蘭街 - Henry Street – 顯利街 - Hester Street – 喜士打街 - Madison Street – 麥地遜街 - Market Street – 市場街 - Mosco Street – 莫斯科街 - Mott Street – 勿街 - Mulberry Street – 摩比利街 - Orchard Street – 柯察街 - Park Row – 柏路 - Pell Street – 披露街 - Pike Street – 派街 - Worth Street – 窩夫街 |